# Damaskin (Luchian)
Damaskin, imię świeckie Ioan Daniel Luchian (ur. 24 czerwca 1981 w Dornești) – duchowny Rumuńskiego Kościoła Prawosławnego, od 2017 biskup pomocniczy archieparchii Suczawy i Radowców.

## Życiorys
Chirotonię biskupią otrzymał 23 lipca 2017.